# Dagobert I.
 Dagobert I. (603. – Epinay-sur-Seine, 19. siječnja 639.), kralj Franaka od 629. do smrti
Nasljeđuje oca Klotara II. poslije njegove smrti 629. godine. Ovo nasljeđivanje titule kralja svih Franaka je bilo prvo uspješno, bez građanskog rata u posljednjih 148 godina to jest od Klodviga I. Nemiri koji potresaju njegovu neuspješnu vladavinu prisiljavaju ga poslije žestokog insistiranja plemića na podjelu države između malenih sinova Sigeberta i Klodviga.
Poslije njegove smrti plemićima se svidjela ideja o upravljanju državom tako da je stečen običaj kralja djeteta koji vlada do svoje 20 ili 25 godine kada je ubijen kako stvarnu vlast nikad ne bi preuzeo. Prvi sljedeći kralj ujedinjene Franačke države je Klotar III. unuk Dagoberta I.

## Poveznice
- Popis franačkih kraljeva